# Šimonovice
Šimonovice è un comune della Repubblica Ceca facente parte del distretto di Liberec, nella regione omonima.